# Latrás
Latrás – miejscowość w Hiszpanii, w Aragonii, w prowincji Huesca, w comarce Alto Gállego, w gminie Sabiñánigo, 47 km od miasta Huesca.
Według danych INE z 1999 roku miejscowość zamieszkiwało 5 osób. Wysokość bezwzględna miejscowości jest równa 720 metrów.